# Les Terres-de-Chaux
Les Terres-de-Chaux és un municipi francès situat al departament del Doubs i a la regió de Borgonya - Franc Comtat. L'any 2017 tenia 135 habitants.

## Demografia
El 2007 hi havia 127 persones que vivien en 48 famílies.

### Habitatges
El 2007 hi havia 68 habitatges.

## Economia
El 2007 la població en edat de treballar era de 90 persones, 66 eren actives i 24 eren inactives. De les 66 persones actives 63 estaven ocupades (35 homes i 28 dones) i 3 estaven aturades (2 homes i 1 dona). De les 24 persones inactives 8 estaven jubilades, 7 estaven estudiant i 9 estaven classificades com a «altres inactius».

### Ingressos
El 2009 a Les Terres-de-Chaux hi havia 54 unitats fiscals que integraven 138 persones, la mediana anual d'ingressos fiscals per persona era de 14.676 €.

### Activitats econòmiques
Hi havia tresd'empreses de construcció, una d'hostatgeria i restauració i una de serveis, un guixaire pintor i un lampista.
L'any 2000 a Les Terres-de-Chaux hi havia 14 explotacions agrícoles que ocupaven un total de 730 hectàrees.